# اسدالله ناظم‌الدوله
اسدالله ناظم‌الدوله از دولتمردان عصر قاجار بود. 
تحصیلات خود را در روسیه پایان داد و سپس به استخدام وزارت خارجه درآمد. مناصبی در سفارت ایران در سن پترزبورگ، تفلیس و استانبول داشت. سپس وزیر عدلیه شد و در اواخر عمر رئیس دارالشورای کبری بود.

## نسب
وی از نوادگان عبدالوهاب تبریزی که نسب وی هم به حسن مثنی ابن حسن مجتبی می‌رسد.

## زندگی
اسدالله ناظم‌الدوله به سال ١٢١٣ در تبریز متولد شد. پدرش میرزا علی‌اصغر مستوفی از علمای تبریز بود. او سه برادر با نام‌های محمد رفیع،محمود و فضل‌الله داشت که همه دارای مناصب نظامی و سیاسی بودند.

او در سال ١٢٨٠ در سن ۶٧ سالگی در نزدیکی تهران درگذشت و در کفش‌کن جنوبی ایوان آیینه آرامگاه حضرت معصومه در بقعه قائم‌مقام (عبدالرحیم ترک) به خاک سپرده شد.

## فرزندان
نام ۴ فرزند اسدالله ناظم الدوله به ترتیب سن:
- سیده آسیه دیبا ملقب به قدوس الدوله
- سید یحیی دیبا ملقب به ناظم الدوله
- سیده زیبا دیبا ملقب به کشور الدوله
- سیده عفت دیبا